# Museo Municipal de Albacete
El Museo Municipal de Albacete es un museo ubicado en la plaza del Altozano de la ciudad española de Albacete. Con sede en la antigua casa consistorial de Albacete o casa Cortés, acoge exposiciones y comparte instalaciones con el Museo Internacional de Arte Popular del Mundo.

## Historia
El Museo Municipal de Albacete fue inaugurado en 1995 en la antigua casa consistorial de Albacete ocupando la sede que albergó hasta 1986 el Ayuntamiento de Albacete.
La plaza del Altozano fue considerada oficialmente como el centro de la ciudad en 1902 y el ayuntamiento instaló en ella su sede en 1903, en la antigua casa Cortés, remodelada por el arquitecto Francisco Manuel Martínez Villena y estrenada en 1905 por el rey Alfonso XIII.

## El edificio
La histórica edificación del siglo XVIII fue la casa consistorial de Albacete entre 1879 y 1986. De estilo ecléctico, posee una torre central que alberga el reloj que preside la plaza del Altozano. El escudo de Albacete y un letrero central en el que se lee «casa consistorial», fruto de su antigua función, son visibles en su fachada.

## Características
El Museo Municipal es un museo multiusos formado por cinco modernas salas de grandes dimensiones que acogen numerosas exposiciones temporales a lo largo del año así como la sede del Museo Internacional de Arte Popular del Mundo, ubicado en la segunda planta, con el que comparte instalaciones. El museo de arte popular está formado por una colección de más de 20 000 piezas de los cinco continentes reunidas por el crítico de arte Juan Ramírez de Lucas, quien fue pareja de Federico García Lorca. El antiguo salón de plenos del Ayuntamiento de Albacete, situado en la primera planta, es utilizado para la celebración de bodas civiles, así como para conferencias, congresos o actos públicos.